# Traquet à queue noire
Oenanthe melanura
Espèce
Statut de conservation UICN

 LC  : Préoccupation mineure
Le Traquet à queue noire ou Traquet de roche à queue noire (Oenanthe melanura, anciennement Cercomela melanura) est une espèce de passereau qui appartient à la famille des muscicapidés.